# Orestis Dusakis
Orestis Dusakis (2 de mayo de 2002) es un deportista de Grecia que compite en atletismo. Ganó una medalla de plata en el Campeonato Mundial de Atletismo Sub-20 de 2021, en la prueba de lanzamiento de martillo.